# بطاقة ترامب (كتاب)
بطاقة ترمب: اللعب من أجل الفوز في العمل والحياة (بالإنجليزية: The Trump Card: Playing to Win in Work and Life) هو كتاب صدر عام 2009 من تأليف إيفانكا ترمب. 
كُتب على أنَّه كتاب مساعدة ذاتية يهدف إلى مساعدة النساء على تحقيق النجاح في العمل والحياة. في هذا الكتاب، وصف ترمب امتيازها وتربيتها الثرية على أنها عائق، مستشهدة على سبيل المثال بحقيقة أنها لم تتمكن إنشاء كشك لبيع عصير الليمون عندما كانت طفلة لأن الحي الذي عاشت فيه كان فخمًا للغاية لدرجة أنه لم يكن به حركة مرور. مما أجبرها على ان تكون مبتكرة وتبيع عصير الليمون لموظفي الأسرة بدلاً من ذلك. تقول إن مظهرها وشبابها جعلا الناس يأخذونها على جدية أقل ويقللون من شأنها، في حين أن خلفية عائلتها في المجال العقاري جعلت الناس يبالغون في تقدير معرفتها وكفاءتها في هذا المجال - تستشهد بهذه الأمثلة لتوضح أن امتيازها كان عيبًا لها.
يتضمن الكتاب اقتباسات ونصائح من مختلف معارفها المعروفين، مثل روجر آيلز وأندرو كومو. يقول ترمب إن العمال في مواقع بناء والدها سخروا منها، وتنصح النساء بتجاهل مثل هذا السلوك الحميد الذي يأتي مع المنطقة، وفصله عن التحرش الجنسي الحقيقي.  وتشدد على أن الإدراك أهم من الواقع، معتبرة أنه إذا أدرك شخص ما أن شيئًا ما صحيح، فهو أكثر أهمية مما لو كان صحيحًا في الواقع. 